# Plin
Plín (oznaka G) je snov v takšnem agregatnem stanju, v katerem zavzame obliko posode, pri čemer ne ohranja stalne prostornine in ne tvori gladine, ampak zasede ves razpoložljiv prostor v posodi. Pline skupaj s kapljevinami uvrščamo med tekočine. Gostota plinov je pri navadnih pogojih dosti manjša od gostote kapljevin ali trdnin. Stisljivost plinov je veliko večja od stisljivosti kapljevin. Plini so lahko čisti, to so plini sestavljeni iz enega elementa, kot je neon in sestavljeni plini, kot je ogljikov dioksid. Zrak je mešanica čistih in sestavljenih plinov.

## Idealni plin
Idealni plin je približek realnih plinov, v katerem zanemarimo privlačne sile med molekulami plina in delež, ki ga v prostoru, napolnjenem s plinom, zasedajo same molekule. Obnašanje idealnih plinov opišemo s splošno plinsko enačbo, njegova notranja energija pa je odvisna le od temperature. 